# Somatina bapta
Somatina bapta är en fjärilsart som beskrevs av Louis Beethoven Prout 1934. Somatina bapta ingår i släktet Somatina och familjen mätare. Inga underarter finns listade i Catalogue of Life.